# Бекмешов, Сергей Григорьевич
Сергей Григорьевич Бекмешов — пулемётчик 3 пулемётной роты 70 гвардейского стрелкового полка 24 гвардейской стрелковой дивизии (2-я гвардейская армия, 1-й Прибалтийский фронт), гвардии ефрейтор

## Биография
Сергей Григорьевич Бекмешов родился в селе Дивеево (в настоящий момент Дивеевский район Нижегородской области) в крестьянской семье. получил неполное среднее образование, работал бригадиром в колхозе «Гранит». Позже был мельником в Дивеевском райкомхозе.
25 марта 1942 года Дивеевским райвоенкоматом был призван в ряды Красной Армии. Вначале он был направлен на Ленинградский фронт. Был тяжело ранен. После излечения был направлен в 24-ю гвардейскую дивизию. В мае 1944 года принял участие в освобождении Севастополя: 7 мая при штурме безымянной высоты забросал гранатами блиндаж противника, уничтожив 6-х солдат, а 8 мая в штыковой атаке уничтожил 3-х солдат противника. Приказом по дивизии от 16 мая 1944 года он был награждён орденом Славы 3-й степени.
С июня 1944 года Сергей Бекмешов служит пулемётчиком в пулемётной роте. 24 июля 1944 года пулеметчик Бекмешов в бою возле местечка Радвилишкис в районе Шяуляя в бою подавил 2 пулемётные точки и уничтожил 5 солдат противника. В последующих боях он уничтожил 15 солдат противника. Приказом по 2-й гвардейской армии 12 сентября 1944 года он был награждён орденом Славы 2-й степени.
12 октября на перекрёстке дорог в бою подавил станковый пулемёт, уничтожил ручной, заставил противника отступить и уничтожил при этом около 12 солдат противника. Его действия помогли роте продвинуться вперёд. Указом Президиума Верховного Совета СССР от 24 марта 1945 года он был награждён орденом Славы 1-й степени.
1 января 1945 года Сергей Бекмешов погиб в бою при овладении городом Даркемен в Восточной Пруссии (в настоящее время Озёрск Калининградской области)

## Память
- В Дивеево одна из улиц носит его имя